# یواس‌اس تابورا (ای‌کی‌ای-۴۵)
یواس‌اس تابورا (ای‌کی‌ای-۴۵) (به انگلیسی: USS Tabora (AKA-45)) یک کشتی است که طول آن ۴۲۶ فوت (۱۳۰ متر) می‌باشد. این کشتی در سال ۱۹۴۵ ساخته شد.